# Keulenköpfe von Knowth
Die steinernen Keulenköpfe von Knowth (englisch Stone mace heads) gehören zu einer Fundgattung, die bis auf die europaweit und darüber hinaus verbreiteten mesolithischen Geröllkeulen zurückgeht und bis in geschichtliche Zeit überdauerte. Verzierte Keulenköpfe sind hingegen selten und primär von den bronzezeitlichen ägyptischen Herrschern (Narmer, Skorpion II.) bekannt. Sie werden, wenn auch nicht in dieser Vollendung, durch zwei Beispiele vom Hügel 1 aus der Megalithanlage von Knowth im Brú na Bóinne im County Meath in Irland vertreten.

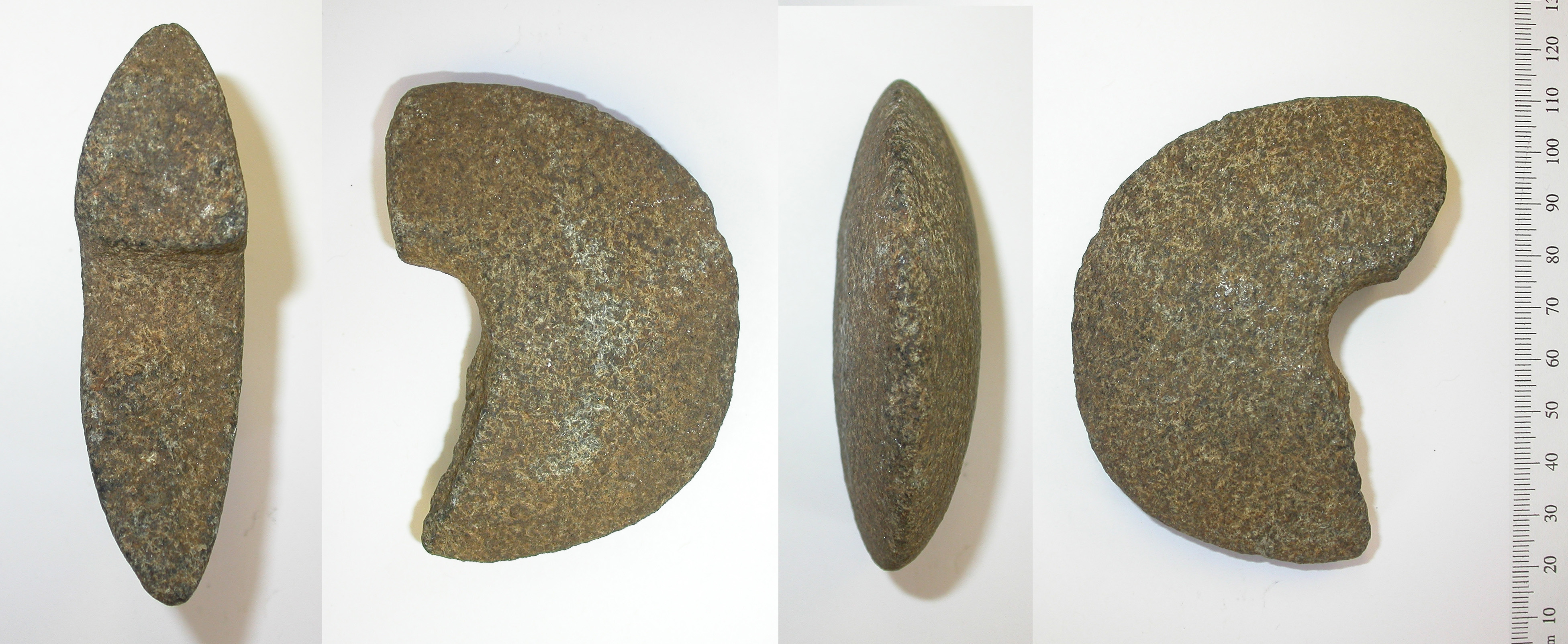
Meso-Neolithische Keulenkopfbruchstücke

Die so genannte Mörserkeule, von der etwa die Hälfte erhalten ist, wurde aus Rhyolith, einem vulkanischen Gestein hergestellt. Sie wurde im Westgrab des Hügels 1 (Haupthügel) auf einer Ascheablagerung etwas außerhalb der einzigen Kammer gefunden. Ihre Oberfläche wurde nach dem Formen poliert. Das erhaltene Ende ist gewölbt und verbreitert sich ein bisschen nach außen. Der im Querschnitt etwa ovale Körper hat eine zylindrische Perforation. Die Form der Mörserkeule auf Knowth ist auch in oder bei den Passage tombs von Isbister und Taversoe Tuick auf Orkney gefunden worden.
Der andere Keulenkopf ist in etwa quaderförmig, aber stark gerundet und eleganter. Er stammt vom Boden am Eingang zur rechten Nische des Ostgrabes des Hügels 1 (Haupthügel). Er wiegt 324,5 g, ist 79 mm lang und aus zweifarbigem Feuerstein. Beide Enden sind konvex und die größte Breite liegt nahe dem Ende, das dem stark außermittigen, zylindrischen Schaftloch am schmalen Ende gegenüberliegt. Der Querschnitt ist beinahe quadratisch. Die sechs Oberflächen sind verziert. Die beiden (Schlag)-Enden sind mit Feldern von eingearbeiteten schmal-rautenförmigen Vertiefungen besetzt. Beide etwas konvexen Seiten sind mit einer Spirale aus drei Windungen verziert, deren äußere Kurve sich bis auf die Seiten der Schäftung fortsetzt. Sie bestehen aus drei parallelen Linien. Auf der einen Schaftlochseite bilden zwei Dreifachbänder ein U-förmiges Design. Das Hauptmotiv auf der anderen Schaftlochseite, das von Zweifachbändern gebildet wird, besteht aus einer einwärts gerollten Doppelspirale, die einem Augen-Design entspricht. Diese Seite kommt in etwa einem stilisierten menschlichen Kopf nahe. Dieser Keulenkopf hat in Irland keine Parallelen, aber er hat Parallelen im Typ Mawsmawr, der in wenigen Exemplaren über Großbritannien verteilt vorkommt. Ein Exemplar stammt aus Ormiegill North in Caithness.